# Amy Austin
Amy Theresa Austin (Seattle, 14 de mayo de 1966) es una científica e investigadora estadounidense nacionalizada argentina. Sus aportes a la ecología la llevaron a recibir el Premio L'Oreal-Conicet en 2015 y Premio L'Oréal-UNESCO a Mujeres en Ciencia en 2018.En 2021 fue elegida miembro de la Academia de Ciencias de América Latina.

## Biografía
Nació en la ciudad de Seattle, estado de Washington, Estados Unidos. Su infancia transcurrió en Florida debido a que su padre trabajaba en el Programa Apolo de la NASA.
Realizó sus estudios universitarios en Oregon donde obtuvo su título de grado en Ciencias Ambientales por la Willamette University en 1988. En 1997 se doctoró en Ciencias Biológicas por la Universidad Stanford. Al terminar sus estudios se postuló a una beca de Fundación Nacional para la Ciencia para realizar un postdoctorado en el exterior y eligió como destino la Patagonia argentinapara dedicarse al estudio del ecosistema patagónico. Durante estos años aprendió español y finalmente se nacionalizó argentina. Está en pareja con el también investigador argentino, Carlos Ballaré.
Comenzó a dictar clases en la Facultad de Agronomía de la Universidad de Buenos Aires y en 2005 ingresó en el Consejo Nacional de Investigaciones Científicas y Técnicas (CONICET), pasando por todos los escalafones hasta convertirse en Investigadora Principal en 2013. Desarrolla sus tareas en el Instituto de Investigaciones Fisiológicas y Ecológicas Vinculadas a la Agricultura (IFEVA), que depende de la UBA y el CONICET.
Su trabajo de investigación se centra en entender cómo funciona el ciclo de carbono en los ecosistemas terrestres y el impacto de la actividad humana en ellos.  Según sus propias palabrasː

Una cosa que encontramos es que la radiación solar tiene un efecto directo y acelera la liberación del carbono hacia la atmósfera. No son solo los microbios, como se pensaba -explica-. Es más, en ciertas condiciones es preponderantemente la radiación solar. Nuestros experimentos muestran que, al contrario de lo que se creía, la biota del suelo [el conjunto de microorganismos y fauna] parece tener un papel poco importante. En contraste, el Sol sí estaría regulando el ciclo del carbono al afectar la descomposición de materia senescente.
Amy Austin

Asimismo es editora senior del Journal of Ecology desde 2013, y de New Phytologist (desde 2008).

## Premios y reconocimientos
- 1994 Beca de la NASA en Cambio Climático
- 1995 Centennial Teaching Award, Universidad Stanford
- 2004 Premio a Jóvenes Investigadores, Fundación Antorchas de Argentina
- 2015 Premio L'Oréal-Conicet para Mujeres en la Ciencia, Argentina
- 2̽̽018 Premio L'Oréal-Unesco para Mujeres en la Ciencia, Global
- 2021 Miembro titular de la Academia de Ciencias de América Latina[4]
- 2023 Premio Konex - Diploma al Mérito en Ecología y Ciencias Ambientales[10]